# Springfield (Essex)
Springfield – osada i civil parish w Anglii, w Esseksie, w dystrykcie Chelmsford. W 2011 civil parish liczyła 20084 mieszkańców. Springfield jest wspomniana w Domesday Book (1086) jako Springafelda/Springhefelda.